# Franz Schachner
Pour les articles homonymes, voir Schachner.
Franz Schachner, né le 20 juillet 1950 à Liezen, est un lugeur autrichien. En 1976, il obtient la médaille de bronze lors de l'épreuve de luge double des Jeux olympiques d'Innsbruck se disputant devant son public avec Rudolf Schmid.

## Palmarès
- Jeux olympiques
  - Sapporo 1972 : 9e en double et 23e en simple
  - Innsbruck 1976 :  Médaille de bronze en double

- Championnats du monde de luge
  - Hammarstrand 1975 :  médaille d'argent du double
  - Königsse 1974 :  médaille de bronze du double

- Championnats d'Europe
- Hammarstrand 1970 :  Médaille d'argent du double